# ОМШ „Владимир Ђорђевић” Јагодина
Музичка школа Владимир Ђорђевић је прва музичка школа у Јагодини. Формирана је 1952. године.

## Историјат
Основна музичка школа „Владимир Ђорђевић” Јагодина основана је 1. децембра 1952. године под окриљем КУД „Милан Мијалковић”, а оснивач је био Народни одбор општине Светозарево. Припреме за оснивање музичке школе су почеле на иницијативу музичких педагога и ентузијаста Вељка Коморека и Густава Брилија, уз подршку грађана. Школа носи име Владимира Ђорђевића, српског композитора и професора музике. Рођен је у Брестовцу код Зајечара у свештеничкој породици. Као учитељ музике дошао је у Јагодину са вишегодишњим искуством и праксом. Касније је наставио стручно усавршавање у Прагу и Бечу а најлепше године је провео у Јагодини у периоду од 1898-1912 године. Водио је хор и оркестар учитељске школе а за собом је оставио велики број композиција које је посветио како ученицима тако и учитељима. Најважније његово дело је Српске народне мелодије 1-2 где се примећује његово интересовање за изучавањем нашег фолклора. 1898 године је основано певачко друштво Коча чији је хоровођа био управо Владимир Ђорђевић учитељ музике и певања у Мушкој учитељској школи. 1904 године, организовао је прославу стогодишњице Првог српског устанка и извео композицију Кочин храст, која је посвећена устанику Кочи Анђелковићу. Умро је 22.06.1938. године у Београду. Од 15.05.1974. године музичка школа носи име овог композитора и професора музике.
Први пријемни испит одржан је у згради Учитељске школе 14. децембра 1952. године, за који се пријавило 78, а положило 39 кандидата. Свечано отварање школе обављено је 11. јануара 1953. године, а први директор је био Густав Брили, композитор, правник, новинар, књижевник и преводилац. На почетку свог рада школа је имала четири наставника, три класе клавира и једну класу виолине. Први јавни час одржан је 16. маја 1953. године у сали Народног позоришта.
Од 1.12.2003. године Школа је установила и прославља 1. децембар као Дан школе. Уједно је ово и датум када је рођен композитор Владимир Р.Ђорђевић.
Данас школа броји шеснаест класа, а поред класа клавира и виолине отворене су и класе за хармонику, виолончело, флауту, кларинет, саксофон, трубу, гитару и соло певање. Школа има у свом раду отворено одељење ''Музичко забавиште чији упис се врши без провера музичких способности и траје све док не буду попуњена места у свим групама.

Прво седиште музичке школе је било на Скверу Народне омладине али је премештена на локацију где се и данас налази, у улицу Бошка Бухе бр. 4.